# Baruch Goldstein
Baruch Kappel Goldstein (9. prosince 1956 – 25. února 1994) byl izraelský lékař narozený ve Spojených státech, který dne 25. února 1994 spáchal masakr v Jeskyni patriarchů, nacházející se ve městě Hebron, na Západním břehu Jordánu. Při teroristickém útoku, který provedl během ranních modliteb, zavraždil 29 palestinských muslimů a dalších 150 zranil. Sám byl po útoku zabit přeživšími.

## Život
Goldstein se narodil v newyorském Brooklynu v ortodoxní židovské rodině. Nejdříve navštěvoval židovskou školu (ješivu), poté byl přijat ke studiu na soukromou vysokou školu Yeshiva University a stal se členem Židovské obranné ligy, jejímž zakladatelem byl rabín Meir Kahane. Na Yeshiva University získal lékařské vzdělání.
Po emigraci do Izraele nastoupil k povinné vojenské službě v Izraelských obranných silách, poté byl převeden do aktivních záloh. Po skončení svého působení v armádě se přestěhoval do osady Kirjat Arba poblíž Hebronu, kde pracoval jako pohotovostní lékař.

## Ideologie
Baruch Godlstein byl stoupencem Židovské obranné ligy a strany Kach.

## Masakr v mešitě

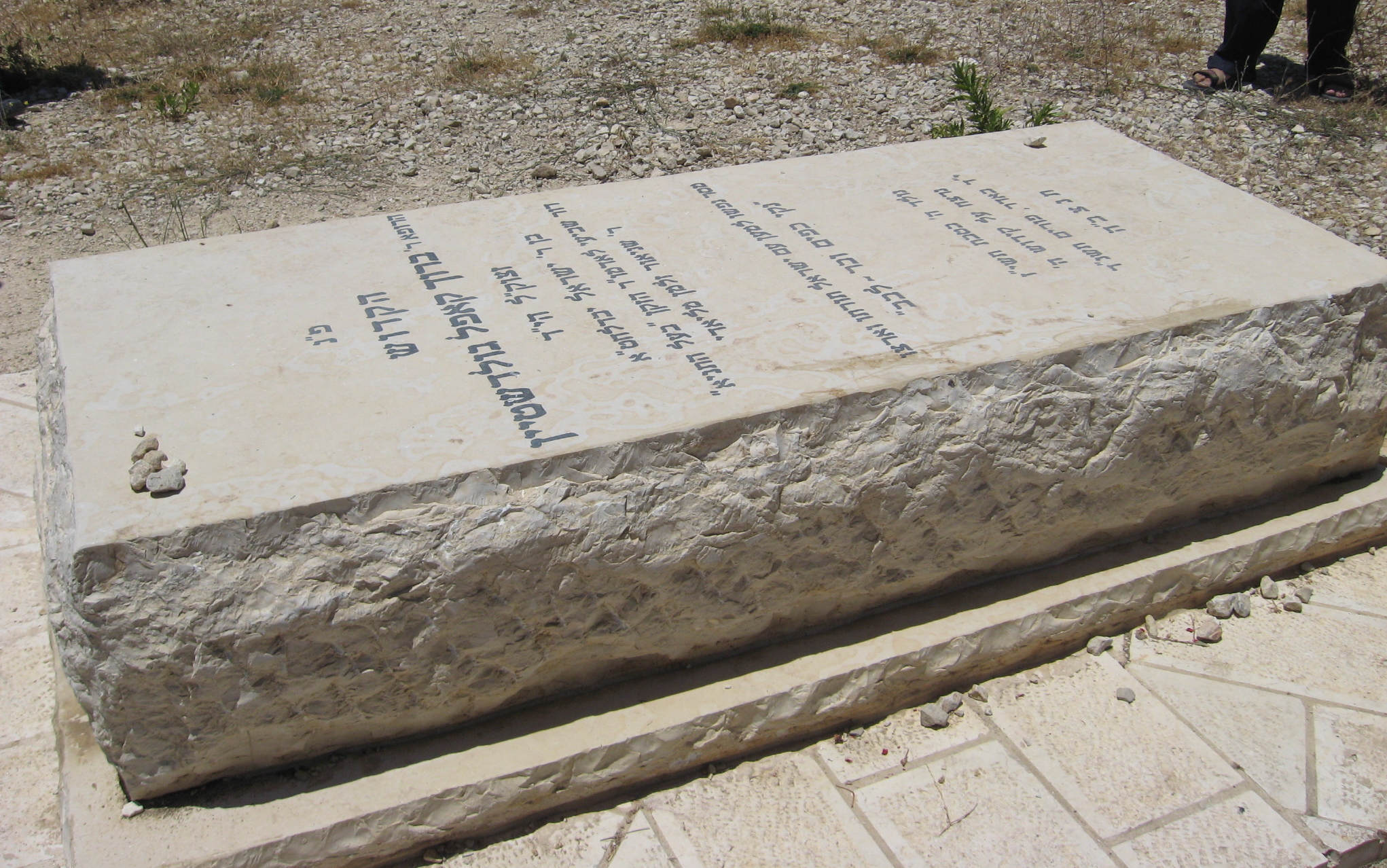
Goldsteinův hrob v Kirjat Arbě

25. února 1994, v den židovského svátku Purim, vstoupil Goldstein, oblečený do uniformy z dob své služby v izraelské armádě, do mešity zvané Jeskyně patriarchů. Krátce po vstupu zahájil palbu z útočné pušky IMI Galil na modlící se muslimy, přičemž jich 29 usmrtil a dalších 150 zranil (Magazín TIME nicméně hovořil o 39 usmrcených a palestinské zdroje hovořily až o 52). Goldstein byl poté přeživšími nejprve paralyzován hasicím přístrojem a odzbrojen, poté jej utloukli k smrti.
Tento čin okamžitě vyvolal velké pouliční nepokoje, při kterých bylo usmrceno dalších 25 Palestinců a 5 Izraelců. Tehdejší ministerský předseda Izraele, Jicchak Rabin, okamžitě telefonoval palestinskému vůdci Jásiru Arafatovi a popsal útok jako „odporný zločin vraždy“.